# Peso cubano
O peso cubano é a moeda corrente em Cuba. Está em circulação desde a independência do país em 1902. O seu código ISO é CUP. Subdivide-se em 100 centavos.
Antes de 1857, colonial espanhola verdadeira circulou em Cuba. A partir de 1857, as notas foram emitidas especificamente para uso em Cuba. Estes foram denominados em pesos, com 1 peso = 8 reales. Em 1881, o peso cubano foi atrelado ao dólar dos EUA em par. Após a independência Peso cubano é criado.
Em 1960, a paridade dólar foi substituído por um para o rublo soviético. Na década de 90 o peso cubano se tornou mais valioso, em relação ao dólar americano oscilando entre 23 e 25 pesos por dólar, convertendo para uma moeda forte para impulsionar a economia.[carece de fontes?] O peso conversível é utilizado por turistas que visitam a ilha.